# Gáll Sándor (hadnagy)
Gáll Sándor (angolul: Alexander Gáll) (Erdély, 1825. körül – Hanover, Pennsylvania, 1863. június 30.) magyar származású szabadságharcos az amerikai polgárháborúban az unionisták oldalán.

## Élete
Gáll Sándor 1861. október 10-én állt be az északiak oldalán a New York-i 5. számú lovasezredbe, amelyben nemsokára őrmester, majd hadnagy lett. A hanoveri csatában (Pennsylvania) 1863. június 30-án egy golyó hatolt át a jobb szemén és az agyán, mely azonnal megölte. 38 évet élt.